# Ruben Spoden
Ruben Spoden (* 21. April 1989 in Frankfurt am Main) ist ein ehemaliger deutscher Basketballspieler. Er stand unter anderem bei den Bundesligisten Tübingen und Würzburg unter Vertrag.

## Leben
In Kontakt mit Basketball kam Spoden schon im frühen Kindesalter durch seinen Vater Frank Spoden, der früher selbst in der Basketball-Bundesliga gespielt hat. Mit acht Jahren begann er in der Basketballabteilung der TuS Hornau und wechselte schon früh zum MTV Kronberg. Nach dem Ausscheiden des MTV Kronberg im Kampf um die deutsche U16-Meisterschaft entschied er sich zu einem Wechsel nach Frankfurt, wo er bereits im Alter von 16 Jahren für Eintracht Frankfurt in der Regionalliga auf Korbjagd ging.
Im darauffolgenden Jahr trat Spoden in der neu gegründeten NBBL für die Eintracht an und avancierte mit 19,1 Punkten und 7,5 Rebounds im Schnitt zu einem der besten Spieler der Liga. Seine Leistungen wurden mit der Nominierung zum NBBL-Allstar-Spiel 2007 belohnt, wo er in der Kölnarena mit neun anderen Spielern der NBBL gegen die Deutsche U20-Nationalmannschaft antrat. In der Liga konnte er jedoch das Ausscheiden seiner Mannschaft in den Playoffs gegen den späteren deutschen Meister vom Internat Urspringschule nicht verhindern.
Durch diese Leistungen wurden auch andere Vereine auf ihn aufmerksam. Spoden schloss sich 2007 dem TV Langen an. In der U19-Mannschaft des Vereins spielte er an der Seite von Robin Benzing und Kai Barth. Zudem kam er auch erstmals in der neu gegründeten 2. Bundesliga ProA für den TV Langen zum Einsatz. In der NBBL steigerte er seine Statistiken und erzielte 21 Punkte pro Spiel (bei einer Feldwurfquote von 54,8 % und einer Dreierquote von 41,8 %). Doch nach einer hart umkämpften Playoffserie gegen TSV Breitengüßbach schied der TV Langen aus und musste beim Finalturnier in eigener Halle zuschauen.
In der Saison 2008/09 spielte Spoden erstmals ausschließlich im Herrenbereich. In der 2. Bundesliga ProA kam er für den TV Langen in 17 Spielen zum Einsatz und erzielte im Durchschnitt 2,4 Punkte und 1,8 Rebounds. Nach dieser für Spoden enttäuschenden Saison entschied er sich für den Wechsel zu Erdgas Ehingen/Urspringschule, wo er in der 2. Bundesliga ProB im Jahr 2009/08 zum Einsatz kam. Er erzielte bei einer Feldwurfquote von 52 Prozent im Durchschnitt 14,8 Punkte und 5,1 Rebounds je Begegnung und trug dazu bei, dass die Mannschaft das Spieljahr auf dem vierten Tabellenplatz abschloss. Spodens Leistungen wurden mit der Ernennung zum „Youngster des Monats“ durch die junge Liga belohnt.
Mit dem Beginn der Saison 2010/11 erhielt er einen Vertrag beim Bundesligisten Walter Tigers Tübingen, für den er in neun Spielen zum Einsatz kam und im Schnitt 1,1 Punkte erzielte. Gleichzeitig kam er dank einer „Doppellizenz“ in der ProB weiterhin für Ehingen zum Einsatz und stieg mit der Mannschaft in die ProA auf. Ab der Saison 2011/12 spielte Spoden nur noch für Tübingen. Ursprünglich hatte er noch einen Vertrag bis zum Ende der Saison 2013/2014, allerdings verließ er Tübingen am Ende der Saison 2012/13 auf eigenen Wunsch.
Spoden schloss sich im Juli 2013 den s.Oliver Baskets aus Würzburg an, für die er bis 2016 spielte und den Abstieg aus der Bundesliga sowie den direkten Wiederaufstieg mitmachte. Für Würzburg bestritt er 58 Bundesliga- sowie 30 ProA-Partien. 2016 wechselte er zu den White Wings Hanau in die ProA und damit zum Verein, für dessen Vorläufer TG Hanau bereits sein Vater gespielt hatte.
Im Sommer 2017 beendete Spoden seine Profi-Laufbahn, um sich fortan auf sein Studium sowie familiäre Verpflichtungen zu konzentrieren. Er wechselte zurück zum TV Langen und spielte fortan in der ersten Regionalliga. Das tat er zuletzt in der Saison 2019/20.

## Auszeichnungen und Erfolge
- 2007 NBBL-Allstar-Spiel
- 2008 NBBL-Allstar-Spiel
- 2009 Youngster des Monats Dezember in der ProB
- 2011 Aufstieg in die Pro A mit Erdgas Ehingen/Urspringschule
- 2015 Aufstieg in die Bundesliga mit Würzburg